# 강원 FC B
강원 FC B(Gangwon Football Club B)는 대한민국 강원특별자치도 동해시에 있었던 축구 선수단이다. 강원특별자치도민프로축구단이 운영했던 남자 U-23 축구단이며, 2010년에 창단되었고 2023년에 해단되었다. 2021년 시즌부터 2023년 시즌까지 K4리그에 참가했다.

## 역사
2020년 12월 15일 한국프로축구연맹 제8차 이사회 결과, 2021 시즌부터 K리그 구단들이 ‘프로 B팀’을 운영할 경우 K4 리그에 참가할 수 있도록 하였다. 2021년 2월 1일 K4리그 개막전 대진을 발표한 가운데 3월 14일 여주 FC와의 원정경기 개막전을 치름으로써 참가가 확정되었다. 2023년에 해체되었다.

## 참고 문헌
- “스포츠지원포털 등록 현황”. 대한체육회.
- “KFA 통합경기정보 시스템”. 대한축구협회.
- “K리그 데이터 포털”. 한국프로축구연맹.

## 같이 보기
- 강원 FC